# Les Grandes-Ventes

Les Grandes-Ventes este o comună în departamentul Seine-Maritime, Franța. În 1 ianuarie 2022 avea o populație de 1.733 de locuitori.